# Puccia (gastronomia piemontese)
La puccia è un piatto tradizionale delle Langhe, in Piemonte (Italia).

## Preparazione
Mondare, pulire e tagliare a listerelle una verza, metterla in una casseruola con carne di maiale e cuocere per venti minuti. Con la farina gialla e quella bianca preparare una polenta alla quale unire la carne e la verza. Mescolando continuamente, tenere la preparazione sul fuoco per venti minuti. Versare l'alimento in una ciotola con burro e Parmigiano.